# VfR 알렌
VfR 알렌(VfR Aalen)은 독일 바덴뷔르템베르크주의 도시 알렌을 연고로 하는 축구 팀이다.
2011-12 시즌 3. 리가를 2위로 마치며 구단 역사상 처음으로 2. 분데스리가로 승격했다. 현재는 독일의 4부 리그인 레기오날리가 쥐트베스트에 참가하고 있다.

## 선수 명단

### 현역
참고: FIFA 자격 규정에 따라 소속된 국가대표팀 국기를 표시합니다. 선수는 복수의 FIFA 비회원국 국적을 가지고 있을 수 있습니다.
| 번호 | 포지션 | 국적 | 이름                     |
| ---- | ------ | ---- | ------------------------ |
| 9    | FW     |      | 아스 이브라히마 디아키테 |

| 번호 | 포지션 | 국적 | 이름 |
| ---- | ------ | ---- | ---- |

## 역대 감독
| 감독          | 임기        |
| ------------- | ----------- |
| 랄프 하젠휘틀 | 2011 ~ 2013 |